# Bunny Berigan
Bunny Berigan, född Roland Bernard Berigan den 2 november 1908 i Hilbert i Wisconsin, död 2 juni 1942 i New York, var en amerikansk jazzmusiker, trumpetare. Han var en av 1930-talets främsta solister med en personlig, Louis Armstrong-inspirerad stil. Han spelade i flera olika orkestrar, och ledde tidvis också en egen orkester. I den långa rad av skivinspelningar som han medverkade i märks Vernon Dukes komposition I can't get started, som tillhör klassikerna inom jazzen.

## Biografi
Berigan var son till William Berigan och Mamie Schlitzberg och växte upp i Fox Lake, Wisconsin. Han var ett musikaliskt underbarn och lärde sig spela violin och trumpet redan som barn. Han spelade i lokala band i tonåren innan han medverkade i den framgångsrika Hal Kemp Orchestra 1928 och 1929. Det var också här hans solon spelades in första gången.
Efter återkomsten till USA från en europaturné 1931 blev han en efterfrågad studiomusiker till inspelningar med bland andra Fred Rich, Freddy Martin och Ben Selvin. Under slutet av 1932 och 1933 var han anställd av Paul Whiteman, innan han 1934 började spela med Abe Lymans band.
Han fortsatte sedan på frilansbasis i inspelnings- och radiostudios att spela med framför allt Jimmy Dorsey, Tommy Dorsey och Glenn Miller under 1935 för att därefter gå med i Benny Goodmans återbildade band.
Senare ledde han under tre år ett eget band vars inspelningar anses kunna stå sig väl i jämförelse med Goodman och Dorsey.
Berigans ekonomi var emellertid svag och ledde till konkurs 1940 då han återgick till Tommy Dorsey under en kort tid för att sedan bilda en ny, liten grupp för små engagemang. Under en turné drabbades han av lunginflammation och hans läkare upptäckte då att han led av cirros i levern orsakad av alltför mycket intagen alkohol.
Läkarna rådde honom att sluta spela trumpet och dricka alkohol på obestämd tid, men han förmådde ingetdera. Han återvände till New York där han drabbades av en massiv blödning den 30 maj 1942. Två dagar senare avled han på ett sjukhus endast 33 år gammal.